# Мирное время

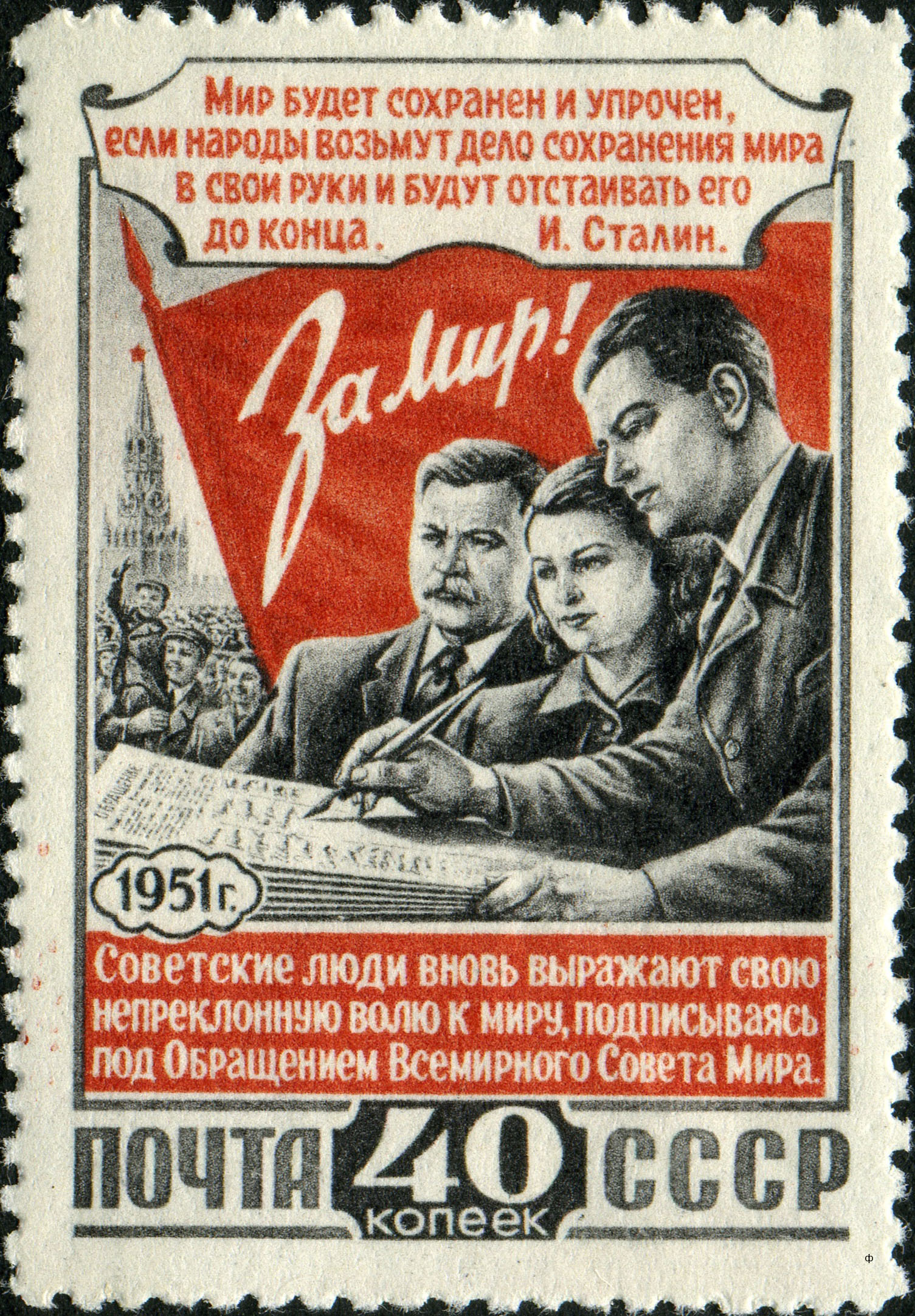
«За Мир!»Марка СССР (1951): 3-я Всесоюзная конференция сторонников мира. Подписание обращения Всемирного Совета Мира

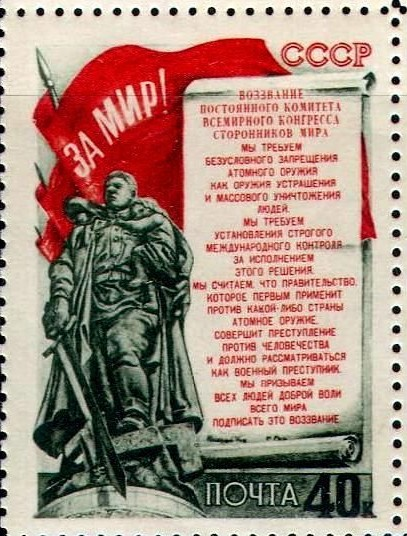
«За Мир!»Почтовая марка 1951 года с началом текста Стокгольмского воззвания

Ми́рное вре́мя (мир), в отличие от военного времени — состояние отношений между различными социальными субъектами, использующими невооружённые средства для разрешения имеющихся между ними противоречий.
Венгерский политолог Иштван Кенде подсчитал, что в 1945—1986 гг. на Земле было всего 26 дней без войны. Создание мирного общества является общечеловеческой проблемой на данный момент. Над решением проблемы работали и работают большие международные политические и тематические организации, например Всемирный совет мира.

## Отношение мира к войне
Согласно английскому военному историку и теоретику Б. Г. Лиддел Гарту, мир является целью любой войны:

Цель войны — добиться лучшего, хотя бы только с вашей точки зрения, состояния мира после войны.Оригинальный текст (англ.)The object in war is a better state of peace — even if only from your own point of view.— Лиддел Гарт Б. Х. Глава XXI. Государственная цель и цель военных действий // Стратегия непрямых действий = Strategy: The Indirect Approach. — М.: Госиноиздат, 1957.

Страсти, склоняющие людей к миру. Страсти, делающие людей склонными к миру, суть страх смерти, желание вещей, необходимых для хорошей жизни, и надежда приобрести их своим трудолюбием. А разум подсказывает подходящие условия мира, на основе которых люди могут прийти к соглашению.— Гоббс
Мирное время, предшествующее войне, обычно характеризуется подготовкой к предстоящему военному столкновению. Быстрыми темпами начинается производство вооружений, наблюдается большое выделение денежных средств из казны государства на военные нужды. Производится моральная подготовка населения к столкновению. Как правило, непосредственно столкновению предшествует угрожаемый период, который характеризуется развёртыванием армии по штатам военного времени и милитаризацией экономики.
Мирному времени предшествует капитуляция одной из сторон, либо взаимные уступки обеих сторон.
Мирное время, следующее после войны, характеризуется собственно закреплением мира, восстановлением разрушений, быстрыми темпами роста экономики и большими финансовыми затратами.

## Виды мира
Йохан Галтунг, основатель международного Института исследований  мира в Осло, выдвинул такие понятия как негативный мир и позитивный мир. Негативный мир — это простое прекращение насилия, а позитивный мир — это создание таких механизмов и структур, при которых конфликты либо вообще не возникают, либо разрешаются на самой ранней стадии.
Оливер Ричмонд выделяет следующие формы мира:
Мир победителя — самая древняя модель мира, мир как следствие военной победы. Победитель использует своё превосходство для принуждения побеждённого к миру и поддержания статуса-кво. Слабостью «мира победителя» является его относительная нестабильность из-за прямой связи с могуществом государства-победителя. При нём существует возможность возникновения недовольства гегемонией победителя и, как следствие, могут происходить восстания и теракты. Ричмонд замечает, что современное политическое мышление по-прежнему во многом основывается на логике «мира победителя».
Конституционный мир — создание норм, устанавливающих демократический строй, правила свободной торговли и продвижение идеи космополитизма и прав человека. Ричмонд связывает конституционный мир с развитием идей эпохи Просвещения о структуре международных отношений (проектов «вечного мира») и поиске баланса интересов между государствами. В современном контексте «конституционный мир» предполагает связь между демократией, рыночной экономикой и наличием мира.
Институциональный мир связан с учреждением международных институтов и организаций (например, ООН), а также деятельностью государств по сохранению мира и порядка в системе международных отношений. Предполагается, что данное видение мира является более прогрессивным, поскольку международные институты позволяют более слабым государствам влиять на международную ситуацию.
Гражданский мир — предполагает ненасильственную борьбу организованного гражданского общества, неправительственных организаций и общественных движений.
В настоящее время в научной литературе и общественном дискурсе превалирует концепция либерального мира, связанного с сочетанием демократии и свободного рынка. Оливер Ричмонд добавляет, что наряду с вышеупомянутыми ценностями «либеральный мир» включает в себя идеи гуманитарных интервенций, принуждения к миру, а также консенсуса основных «западных» игроков. В качестве примера успешности концепции «либерального мира» часто приводятся мирные отношения стран Европейского союза.
Вследствие борьбы с проблемой неустойчивости мира в постконфликтных обществах, выводов о необходимости учёта местного контекста и отказа от одностороннего воздействия Запада появилось понятие гибридного мира, которое предполагает сочетание миротворческой практики международных либеральных институтов с местными традициями и нормами в постконфликтных обществах. Предполагается, что привлечение местных общин и сочетание миротворчества с местными традициями способствует построению более устойчивого мира.

## Идея вечного мира

### Античность и средневековье
Вечный мир является идеалом человечества, считавшийся ранее недостижимым, он появился на планете. Народы древнего Востока испокон веков жили под сенью теократии или деспотий, которые то замыкались сами в себе и игнорировали весь остальной мир, то вели друг против друга беспощадные истребительные войны. Греки не могли признавать вечного мира уже по своему отношению к варварам и вследствие постоянных внутренних раздоров; по утверждению Ленина, «война — это полнейший провал дипломатии». Мир, господствовавший в обширной Римской империи (так называемый Pax Romana), был связан с культурным обменом с многочисленными племёнами (коллективами) и народами; он основывался на превосходстве в гуманности  и административной организации.
Установление христианством общечеловеческой нравственности, отрицание им различий национальных и общественных,  дало твёрдое теоретическое основание идее вечного мира. Ранние христиане не поддерживали насилия в отношении других людей и не участвовали в войнах, видя самый тяжкий грех в лишении человека жизни. Лактанций думал, что логический способ мышления, искренность и вражда между народами несовместимы и не должны жить рядом в душах верующих, отличаясь научным мышлением, он смог вывести из идеи бога прообраз хозяина, что признал не верным, т.к. человек создал бога и подобную систему взаимодействия коллективов логически не состоятельной. ; Августин признавал идеалом христианства вечный мир. Союз церкви с империей внёс и в её учение воинственность, а в государство - светскость, но идея мира уже не была потеряна. Она была причиной установления мирового перемирия, послужила основанием земскому миру и дала начало первым обществам «друзей мира». В 1182 году французский плотник Дюран основал братство мира, привлекшее к себе скоро лиц из всех сословий. В XIII веке доминиканцы и францисканцы проповедовали о мире в Италии. Соборы, созываемые церковью, являются предвестниками новейших дипломатических конгрессов и конференций; но в то же время, однако, иногда верующие противодействовали миру, одобряя истребление еретиков и неверных.

### Новое время

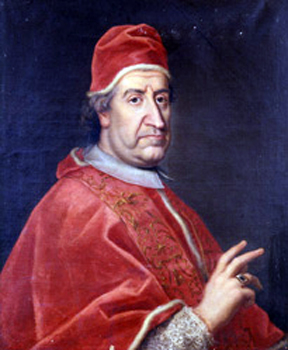
Знак, символизирующий мир (римский папа Климент XI, 1701 год)

Важным фактором в пользу мира явилось зарождение в конце Средних веков и в начале Нового времени международного права. Конгрессы и конференции по общим делам появляются все чаще; Гроций в своём трактате «De jure belli ас pacis» (1625 год) уже высказывает мысль «о пользе и необходимости между христианскими державами таких собраний, на которых споры между ними решались бы третьими, беспристрастными государствами, а также принимались бы меры для принуждения сторон к миру на справедливых основаниях». Французский король Генрих IV (1553—1610 гг.) думал для предупреждения международных войн организовать из европейских государств одну великую христианскую республику, причём сейм из делегатов европейских правительств решал бы все распри. Француз Эмери де ла Круа, в сочинении «Nouveau Cynée», предлагал постоянный конгресс как орган для охранения мира. Через 100 лет, в разгар династических войн, аббат Сен-Пьер представил Утрехтскому конгрессу свой «Projet de traité conclu pour rendre la paix perpétuelle entre les souverains chrétiens» (Утрехт, 1713). Он думал соединить все европейские государства, не исключая и России, в одну лигу или союз, подобный старой германской империи. Общий сейм должен был служить законодательным и судебным органом союза, с принудительной властью в отношении всех членов; взаимные права установлялись общей конституцией. Сен-Пьер, таким образом, международный союз превращал в государственный и лишал каждый народ в отдельности права быть распорядителем судеб своих внутри и вне государства. Проект Сен-Пьера по идее своей нашёл сочувствие у многих выдающихся мыслителей XVIII векак — Лейбница, Вольнея, Кондорсе, Жан-Жака Руссо, Тюрго и Адама Смита, Готхольда Лессинга, Гердера и других. Все они предполагали возможность установления вечного мира, но ожидали его не столько от создания особой политической комбинации, сколько от всё более усиливающихся духовного единения всего цивилизованного мира и солидарности экономических интересов.
На рубеже XVIII века появляются оригинальные и глубокие проекты вечного мира Джереми Бентама и Иммануила Канта. Бентам видел средство спасения от беспрерывных войн в постоянном конгрессе депутатов европейских держав; конгресс должен был иметь своё войско. Для предупреждения войн Бентам предлагал сокращение числа войск и освобождение колоний от метрополии. За федерацию стоял и Кант. Главное положение его: вечный мир не есть пустая мечта, он — та цель, к которой человечество приближается, правда, постепенно, но по мере своего усовершенствования, всё с усиливающейся быстротой. Разум нам не говорит, что вечный мир будет осуществлён: это его не касается, но он говорит, что мы обязаны действовать так, как будто этот мир будет некогда достигнут.
В числе новых политических идей, провозглашённых Первой французской республикой, было осуждение войны, признание за всеми людьми одинаковых прав, обязанностей и интересов; вскоре, однако, революция эту политику мира заменила противоположной ей политикой пропаганды. Даже Наполеон I имел желание укрепить в Европе мир на основе общеевропейской федерации, но сам, в конце концов, должен был признать непрочность всего воздвигаемого одной силой. Продолжая традиции основателя династии, Наполеон III тоже одно время выступал с идеями вечного мира.
На рубеже XVIII и XIX столетий идея вечного мира проникла и в Россию. Алексей Малиновский в 1803 году доказывал, что всё зло заключается в послах, институт которых надо уничтожить, а князь Платон Зубов составил фантастический проект раздела Европы, в котором Австрийская империя совершенно упразднялась, а вся средняя Европа присоединялась к России. Создатель Священного союза император Александр I имел в виду основанием европейской пентархии (союза пяти) заложить прочные основы мира; державы высказали решимость «не отступать от строгого соблюдения принципов международного права» и обсуждать общие дела на особых съездах. Узость интересов отдельных держав и полицейский характер съездов парализовали, однако, всю деятельность конгрессов.
Одновременно с этими практическими попытками всё увеличивалось число теоретических проектов организации международного общества на началах представительства. Авторы этих проектов не требовали ни произвольного изменения и затем насильственного сохранения раз установленных границ государств, ни поглощения независимых народов в конфедерации, государственном союзе. Насколько возможно, они обращали внимание на фактические и жизненные условия, не позволяющие связывать государства подобной организацией, но допускают более свободное соединение государств, с подчинением их общеевропейскому конгрессу и международному суду. Так, немецкий юрист Иоганн Баптист Сарториус доказывал (в книге «Органон совершенного мира», нем. Organon des vollkommenen Friedens; 1837), что мир и развитие цивилизованных народов могут быть достигнуты только посредством учреждения всемирной представительной республики. Парье указывал на возможность учреждения международной комиссии, составленной из представителей правительств и народных собраний отдельных государств. Британский правовед Джеймс Лоример в 1871 году предложил устроить ежегодные конгрессы уполномоченных от государств в Бельгии и Швейцарии для обсуждения и решения международных вопросов; по другому его проекту (1877 год), международный конгресс должен заседать в Константинополе и состоять из палаты депутатов и сената; здесь же должен находиться и международный суд; в распоряжение их следует отдать международную экзекуционную армию. На представительстве государств основывал свой проект и Блюнчли (1808—1881); по его мнению, государства могли бы быть подчинены совету, в котором заседают лично государи или их уполномоченные, и сенату из депутатов от народных собраний; судебные дела должны решаться международным судом. Был также анонимный проект, предусматривающий правящего монарха для установления «европейской империи цивилизации или синархии»; он предлагал три совета из выборных лиц — совет национальных церквей, национальных государств и национальных общин. Особый взгляд на возможность вечного мира высказывался графом Львом Толстым, желающим основать его на принципе непротивления злу насилием и распада государств.
В пользу вечного мира в конце XIX — начале XX века, помимо непрекращающейся пропаганды Конгрессов мира, всё более распространялись убеждения о возможности мирного улаживания политических споров из страха перед возможными опустошениями и общим разорением, которыми могли причинить новейшие усовершенствования в военном искусстве и технологиях. Однако всё более укрепляющийся проект международного союза государств («европейский концерт») столкнулся с неразрешимыми политическими и экономическими противоречиями крупнейших европейских держав, что в итоге приведёт Европу к двум опустошительным мировым войнам и к угрозе ядерной войны, способной стереть с лица земли человеческую цивилизацию.

### Новейшее время
В 1919—1920 годах, в результате внедрения Версальско-Вашингтонской системы международных отношений была создана международная организация Лига Наций, целью которой ставились разоружение, предотвращение военных действий, обеспечение коллективной безопасности, урегулирование споров между странами путём дипломатических переговоров, а также улучшение качества жизни на планете. В период с 28 сентября 1934 по 23 февраля 1935 в Лигу Наций входило 58 государств-участников. Прекратила своё существование в 1946 году, некоторое время спустя после окончания Второй мировой войны, во время которой ведущими участниками антигитлеровской коалиции были разработаны основы деятельности нового международного института, получившего название Организация Объединённых Наций (ООН). Декларация Объединённых Наций была подписана 1 января 1942 года. Целями организации должны были стать поддержание и укрепление международного мира и безопасности, развитие сотрудничества между государствами. Устав ООН был утверждён на Сан-Францисской конференции, проходившей с апреля по июнь 1945 года, и подписан 26 июня 1945 года представителями 51 государства. ООН имеет собственные миротворческие силы, которые проводят миротворческие миссии в различных конфликтных регионах мира. Развитие оружия массового поражения после Второй мировой войны привело к созданию ситуации, в которой Третья мировая война угрожала существованию человечества. В этих условиях вечный мир между сверхдержавами (США и СССР) приобрёл особо важное значение.
Несмотря на значительную частоту международных конфликтов в конце XX — начале XXI веке, можно, однако, утверждать, что они являются эпизодическими явлениями для отдельно взятого государства и его отношений в международной среде. Перманентным состоянием международных отношений является мирное сосуществование и сотрудничество между государствами, которые тесно взаимосвязаны, так первое является минимально необходимым условием другого. В условиях глобализации мир между государствами, тесно связанными экономически, приобретает всё более зримые очертания. В то же время сохраняющаяся угроза создания и применения террористами (или фундаменталистами) оружия массового поражения ставит перед мировым сообществом новые угрозы глобального характера.

## Мир в современной международной политике
Традиционно мирное сосуществование определяется как состояние отношений между государствами, при котором они не прибегают к применению военной силы. Мирное сосуществование возможно в двух случаях:
1. Стороны не имеют между собой принципиальных противоречий, поскольку их интересы не являются взаимоисключающими. Тогда неприменение силы следует из общего состояния отношений и является их логическим следствием.
2. Между сторонами существуют серьёзные разногласия, но по тем или иным причинам они отказываются от применения военной силы. Мир не вытекает из состояния добрососедских отношений между ними, а является результатом стремления правительств уйти от обострения отношений и потенциального столкновения.

То есть в первом случае стороны не нуждаются в том, чтобы прибегать к силе, и состояние отношений между ними является длительным и стабильным. Во втором случае мирное сосуществование является в определённой степени вынужденным и может быть нарушено настолько быстро, насколько быстро обострятся их отношения.
Совершенно очевидно, что мирное сосуществование основано на соблюдении сторонами основных принципов международного права, которые также можно называть принципами мирного сосуществования, их содержание изложено в Декларации о принципах международного права, касающихся дружественных отношений и сотрудничества в соответствии с Уставом ООН, принятой Генеральной Ассамблеей в 1970 году, и в Заключительном акте Совещания по безопасности и сотрудничеству в Европе от 1975 года, а также в их толкованиях, предложенных в отдельных решениях Международного суда ООН. Общепризнанными в отношениях между государствами считаются принципы, зафиксированные в упомянутых международно-правовых документах:
Принцип суверенного равенства государств. Заключается в признании факта политической независимости правительств, их исключительной юрисдикции на своей территории, равных прав всех государств мира. То есть речь идёт о применении в международных отношениях римского принципа par in parem non habet potestatem (равный над равным не имеет власти).
Принцип неприменения силы. Является сознательным отказом властей суверенного государства от использования против другого государства любых силовых действий, которые могут представлять угрозу её суверенитету, территориальной целостности, жизни её граждан. В международном праве понятие «сила» преимущественно трактуется как вооружённое насилие, которое категорически запрещено, за исключением законной самообороны в случае агрессии и на основании соответствующей резолюции Совета Безопасности ООН. Недопустимым, согласно международному праву, считаются также угрозы применить вооружённую силу. Угрозы в таких случаях имеют завуалированный характер дипломатических документов и, в основном, их невозможно рассматривать непосредственно. Также согласно принципу неприменения силы государства не имеют права на превентивную самооборону, то есть опережение потенциального агрессора в боевом разворачивании сил и их применении против него. В случае реальной опасности вооружённого нападения государство — потенциальная жертва агрессии должно обратиться в Совет Безопасности ООН и принять превентивные меры только с его согласия. Соблюдение государствами принципа неприменения силы является определяющим условием налаживания и поддержания ими добрососедских или хотя нейтральных отношений, а, следовательно, и мирному сосуществованию. Вместе история международных отношений наглядно демонстрирует прецедент систематического нарушения этого принципа, что в целом даёт основания считать его соблюдение производной от состояния политических отношений между государствами мира.
Принцип мирного разрешения споров. Связано с сознательным выбором властной политической элиты государства кооперационной стратегии внешней политики. Речь идёт о том, что решение споров между любыми государствами мира осуществляется без применения вооружённого насилия. Этот принцип был впервые зафиксирован в Уставе Лиги Наций, а позднее — в Парижском пакте 1928 года, и окончательно закреплён в Уставе ООН, где в разделе VI, статье 33, § 1 указано: «Стороны, участвующие в любом споре, продолжение которого могло бы угрожать поддержанию международного мира и безопасности, должны прежде стараться разрешить спор путём переговоров, обсуждений, посредничества, примирения, арбитража, судебного разбирательства, обращения к региональным органам или соглашениям или иными мирными средствами по своему выбору».
Принцип невмешательства во внутренние дела государств. Является одним из фундаментальных принципов мирного сосуществования, поскольку его соблюдение является залогом самостоятельного выбора обществом любой страны собственной общественно-политической системы, что существенно уменьшает риск конфликта. Согласно международному праву, право на интервенцию предоставляет только Совет Безопасности ООН в случае угрозы миру, нарушения мира или отдельных актов агрессии (раздел VII, статья 42). Время вмешательство возможно тогда, когда оно осуществляется по просьбе легитимного правительства государства в случае попытки свергнуть его силой. Практика реальных межгосударственных отношений отчётливо демонстрирует систематические злоупотребления могущественных государств этой возможностью. Вмешательство СССР в Чехословакии и Афганистане, США — в Корее и Вьетнаме проходили по просьбе марионеточных или полностью политически зависимых правительств. Ещё одним опасным для соблюдения этого принципа концепции стала идея возможности вмешательства для предотвращения гуманитарных катастроф. Речь идёт о возможности интервенции во внутренние дела государства в критической для него ситуации внутренних этнических, политических, религиозных или расовых конфликтов. Гуманитарная интервенция имеет целью не допустить массовых нарушений прав человека, этнических чисток, геноцида и способствовать возвращению общества к состоянию внутренней стабильности. Вместе с тем эта концепция характеризуется серьёзной моральной двусмысленностью и прямо противоречит целому ряду принципов международного права, как и устоявшимся обычаям и правилам межгосударственных взаимоотношений. Проблема заключается также в том, что, игнорируя порядок и процедуру принятия решений в ООН, некоторые государства и международные организации самостоятельно определяют критерии гуманитарной катастрофы и оставляют за собой право на вмешательство.
Принцип территориальной целостности государств. Заключается в сознательном отказе государств от попыток включить в пределы своих границ части территории или даже всю территорию другого государства с помощью силы. Этот принцип сформулирован в пакте Лиги Наций (статья 10) и закреплён в Уставе ООН (раздел I, статья 2, § 4), а важность его соблюдения традиционно объяснялась тем, что попытки нарушить территориальную целостность государств всегда приводили к войне между ними. Учитывая это, в рамках деятельности Лиги Наций и ООН был осуществлён ряд попыток разработать международно-правовой механизм передачи территорий одних государств другим. Территорию страны можно передавать под юрисдикцию другого государства только путём цессии. Цессия может произойти на основании международного соглашения, согласно решению международных организаций (на основании арбитража или плебисцита), акта купли-продажи или в форме обмена территориями, но в любом случае — при добровольном согласии обоих государств. Для её реализации осуществляют два важных акта:
- Отречение суверенитета над территорией её предыдущего владельца;
- Приобретение суверенитета новым владельцем.

Вместе с тем многочисленные цессии 20—30-х годов XX столетия свидетельствовали не о достижении государствами Европы консенсуса в вопросе перераспределения государственной территории, а скорее о неспособности государств защитить свою территориальную целостность вооружённой силой. Всё это привело к росту напряжённости в международных отношениях и к новой войне.
Принцип нерушимости границ. Является логическим продолжением принципа территориальной целостности государств, поскольку он состоит в уважении правительств в существующих между ними границ. Традиционное понимание этого принципа изложено в Декларации о принципах международного права в 1970 году.
Принцип уважения прав человека. Среди всех остальных принципов — относительно новый, определённый окончательно в Заключительном акте СБСЕ (1975). В 1948 году Генеральная Ассамблея ООН приняла Всеобщую декларацию прав человека, в которой основными правами человека признаны: право на свободу и личную неприкосновенность (статья 3, 4), правосубъектность (статья 6), равенство перед законом и презумпцию невиновности (статьи 7 , 8, 9,10), свободное передвижение (статья 13), убежище в случае преследования на родине (статья 14), свободу убеждений, голоса, мысли и совести (статья 19) и других. Были также приняты два пакта: о гражданских и политических правах и об экономических, социальных и культурных правах человека (1966). Для правового регулирования отдельных аспектов, связанных с правами человека, под эгидой ООН заключён ряд конвенций: о предупреждении преступлений геноцида и наказании за него (1948), о ликвидации всех форм расовой дискриминации (1966), о ликвидации всех форм дискриминации в отношении женщин (1979), о правах ребёнка (1989).
Принцип равноправия и самоопределения народов. Заключается в предотвращении любой дискриминации по национальному признаку и признании одинакового права народов на свободное развитие и выбор будущего. Речь идёт о том, что каждый народ имеет неотъемлемое право самостоятельно вершить свою судьбу, в частности, создавать собственное независимое государство. Этот принцип освещён в Уставе ООН (статья 1, § 2), где рассматривается как необходимое условие развития добрососедских отношений между народами и укрепления мира. Более чётко принцип равноправия и самоопределения народов обозначены в Заключительном акте СБСЕ. Согласно положениям акта, любой народ имеет право в условиях полной свободы определять свой внутренний и внешний статус, осуществлять по своему усмотрению политическое, экономическое, социальное и культурное развитие.
Принцип сотрудничества обязывает государства мира поддерживать между собой стабильное сотрудничество независимо от различия их политических, экономических и социальных систем. Закреплён в Уставе ООН (статья 1, § 3) и в Декларации о принципах международного права в 1970 году. Он выглядел своеобразным итогом всех указанных выше принципов, поскольку без его реализации невозможно их соблюдение вообще. Несмотря на это, его реализация сталкивается с невозможностью достичь всеобщего консенсуса в отношениях между государствами мира.
Принцип добросовестного выполнения обязательств по международному праву. Следует из обычаев нормы pacta sunt servanda (договоры должны соблюдаться), которая с древнейших времён была общепринятой в отношениях между государствами. Заключение договора между государствами всегда предполагало, что нормы, заложенные в нём, приобретают обязательность для обеих сторон этого договора. То есть одна сторона имеет основания ожидать, что другая будет придерживаться добровольно взятых на себя и зафиксированных в договоре обязательств. Эта норма является общепринятым правилом нормальных взаимоотношений между государствами мира, поскольку без её соблюдения договорной режим отношений вообще не мог бы существовать. История международных отношений, однако, свидетельствует о том, что его действие полностью зависит от мотивов, которыми руководствуются государства, начиная переговорный процесс. Если эти мотивы вытекающие из стремления к компромиссу, то государства в основном придерживаются обязательств по заключённым ими договорам, уставами международных организаций, членами которых они являются, конвенциями, в которых они участвуют. Если договор заключается как вынужденный акт, фиксирующий существующий на время status quo, или договор навязывается одной стороне другой, есть все основания для уклонения правительствами государств от выполнения его положений. Обычно с этой целью правительства применяют механизм денонсации, причём легитимизуются двумя обстоятельствами:
- Изменением ситуации в отношениях между государствами и несоответствием положений договора новым реалиям;
- Грубыми нарушениями положений договора, допущенным противоположной стороной.

Практика межгосударственных отношений свидетельствует также о весьма вольной трактовке отдельных положений договоров, как и явный саботаж сторонами их выполнения. Добросовестность выполнения взятых государствами обязательств вытекает из общей политической ситуации и из состояния отношений между конкретными государствами.
Очевидно, что соблюдение государствами принципов мирного сосуществования является основой развития равноправного и взаимовыгодного сотрудничества между ними. Международное сотрудничество может развиваться только на основе длительного и стабильного бескризисного сосуществования государств, поскольку только в таком случае могут возникать близкие и даже общие интересы, потребность в реализации которых определяет такое состояние международных отношений.
Однако действенность принципов мирного сосуществования напрямую зависит от состояния отношений между государствами, что не даёт оснований воспринимать их априорно, как основу их взаимоотношений. Трудно в реальной политике найти примеры восприятия каких-либо принципов властью суверенного государства как фундаментальных основ её внешней политики. Все принципы мирного сосуществования всегда рассматривались сквозь призму raison d’etat (государственный интерес) и могли считаться определяющими лишь тогда, когда отвечали ему. Основной причиной сотрудничества есть объективные проблемы, которые стороны сами не могут решить, или самостоятельное решение приведёт лишь к частичному результату. Традиционно отношения сотрудничества предусматривают соучастие и координацию усилий сторон в решении проблем безопасности, торговли, функционирования и развития транспортных систем, экологии, добычи полезных ископаемых, борьбе с преступностью, освоение космоса и т. д.
Любой участник международных отношений сотрудничает с другим, учитывая прямые или косвенные выгоды. Есть польза от сотрудничества является, с одной стороны, мерилом правильности действий, а с другой — побудительной причиной её продолжения и развития.

## Психология мира
Психология мира — это область исследований в психологии, связанная с изучением психических процессов и поведения, порождающих насилие, предотвращающих насилие и способствующих использованию ненасильственных методов, а также создание благоприятных условий для обеспечения вежливого, уважительного и достойного обращения со всеми с целью уменьшения уровня насилия и содействия избавлению от его психологических последствий.
Психология мира направлена на развитие теоретических и практических подходов, нацеленных на предотвращение и ослабление прямого и структурного насилия. Данная дисциплина способствует ненасильственному разрешению конфликтов (миротворчество) и достижению социальной справедливости (миростроительство). Психология мира тесно связана с социальной психологией, политической психологией, общественной психологией, позитивной психологией, а также с целым рядом других психологических субдисциплин и смежных наук (политологией, социологией, иренологией, историей и др.). В ней рассматривается множество тем, среди которых одной из важнейших является изучение психологических предпосылок возникновения войн и других форм насилия, а также психологических последствий насильственных действий. Другая важнейшая тема — причины и последствия поведения, нацеленного на ненасилие. В последние годы психологи мира уделяют большое внимание различным формам насилия, которые создают угрозу миру даже при отсутствии военных действий: домашнее насилие, преступления на почве ненависти, смертная казнь, врачебные злоупотребления и институциональные механизмы, ведущие к обнищанию населения и ухудшению качества окружающей среды.

## Движения за мир
На протяжении истории последних столетий и, особенно, после двух мировых войн, существовало и существует много политических движений и течений, среди приоритетов которых высоко стоит цель достижения мира во всем мире.
Идеологии, считающие мир основным приоритетом, объединяются под общим названием пацифизм. Пацифисты осуждают любые войны и всякое насилие, отрицают теории справедливых войн. На позициях пацифизма стоят некоторые религиозные деноминации, вроде квакеров.
Одним из важных движений за сохранение мира на Земле и за разоружение, в частности ядерное, является Пагуошское движение учёных.

## Награды за мир
В период между 1957 и 1991 годами Советский Союз вручал Международную Ленинскую премию «За укрепление мира между народами». С 1950 по 1955 она называлась Сталинской. С 1995 года Индия вручает Премию мира Ганди. Студенческая премия мира присуждается студенту или студенческой организации, внёсшим значительный вклад в сохранение мира.
Самой престижной международной наградой, которая вручается за значительный вклад в укрепление мира между народами, является Нобелевская премия мира. Она вручается ежегодно человеку или организации, выбранными Норвежским Нобелевским комитетом из пяти членов, назначаемым парламентом Норвегии. Нобелевская премия мира вручается ежегодно (с редкими исключениями в годы мировых войн). В основном премии удостаиваются борцы с милитаризмом, создатели или активные участники международных организаций, правозащитники.
Некоторые лауреаты премии:
- 1906 — Теодор Рузвельт
- 1917, 1944, 1963 — Международный комитет Красного Креста
- 1964 — Мартин Лютер Кинг
- 1971 — Вилли Брандт
- 1975 — Андрей Сахаров
- 1979 — Мать Тереза
- 1983 — Лех Валенса
- 1989 — Далай-лама XIV
- 1990 — Михаил Горбачёв
- 1991 — Аун Сан Су Чжи
- 1993 — Нельсон Мандела, Фредерик Виллем де Клерк
- 1994 — Ясир Арафат, Шимон Перес, Ицхак Рабин
- 2001 — ООН, Кофи Аннан

## Голубь мира
Го́лубь ми́ра — выражение, получившее популярность после окончания Второй мировой войны в связи с деятельностью Всемирного конгресса сторонников мира.
Первый Всемирный конгресс сторонников мира проходил в 1949 году в Париже и Праге. Эмблема этого конгресса была нарисована Пабло Пикассо. На эмблеме нарисован белый голубь, несущий в клюве оливковую ветвь.
Существует традиция выпускать белых голубей.

## Территории — хранители мира
На планете существуют такие территории, в которых мир длился очень долгие годы.
| Территория        | Длительность мира | Комментарий |
| ----------------- | ----------------- | --- |
| Швеция            | 1814 — сегодня    | Современное государство с самой длительной историей непрерывного мира. После вторжения в 1814 году в Норвегию Швеция не принимала участие в военных конфликтах. |
| Швейцария         | 1848 — сегодня    | Этой стране удалось так долго сохранить мир благодаря жёсткой политике нейтралитета.                                                                            |
| Коста-Рика        | 1949 — сегодня    | После 44-дневной гражданской войны в 1944 и 1949 это государство расформировало свою армию и не участвовало в военных конфликтах.                               |
| Штат Пенсильвания | 1682—1754         | Штат Пенсильвания поддерживал мир 72 года, не имея никакой армии или ополчения.                                                                                 |

На территории Западной Европы мир длится уже более семидесяти лет, с момента окончания Второй мировой войны. Это самый длинный период мира в Европе. Но даже здесь действуют сепаратистские террористические организации — ЭТА и ИРА. Также военные контингенты многих западноевропейских стран (как и вообще европейских) участвуют в войнах в других регионах.

## Памятники, посвящённые миру
| Название                   | Местонахождение                                            | Организация                                                   | Значение | Фотография |
| -------------------------- | ---------------------------------------------------------- | ------------------------------------------------------------- | --- | ---------- |
| Миру — мир! (скульптура)   | Альметьевск, Москва (Россия)                               | Монумент, воздвигнутый в ряде советских городов в 1955-59 гг. | Олицетворяет миролюбивую политику Советского Союза в период нарастания угрозы ядерной войны и глобальной катастрофы. Посвящён борьбе за мир, дружбе народов, грядущему братству человечества |            |
| Японский Колокол мира      | Нью-Йорк, США                                              | ООН                                                           | Мир во всём мире |            |
| Фонтан времени             | Чикаго, США                                                | Chicago Park District                                         | 100 лет мира между США и Великобританией |            |
| Мемориал Конфедерации      | округ Арлингтон (Виргиния, США)                            | Арлингтонское национальное кладбище                           | Южные штаты предпочли войне мир |            |
| International Peace Garden | Северная Дакота, Манитоба                                  | Некоммерческая организация                                    | Мир между США и Канадой, мир во всем мире |            |
| Peace Arch                 | Граница между Канадой и США, недалеко от Блэйна, Вашингтон | Некоммерческая организация                                    | Построен в честь первых 100 лет мира между Великобританией и США в результате подписания Гентского договора в 1814 году                                                                      |            |
| Статуя Европы (Брюссель)   | Брюссель                                                   | Европейская комиссия                                          | Мирному единству Европы |            |